# 和田農夫也
和田 農夫也（わだ のぶや、1919年5月5日- 2005年1月10日 ）は、日本の経営者。興亜火災海上保険社長、会長を務めた。

## 来歴・人物
秋田県出身。1940年に名古屋高等商業学校を卒業し、同年に満鉄に入社した。1952年4月に興亜火災海上保険に転じ、1970年6月に取締役に就任し、1974年3月に常務、1978年7月に専務を経て、1982年7月には社長に就任。1983年6月までに務め、1984年7月には相談役に就任。
2005年1月10日、胆管癌のために死去。85歳没。